# P. M. Sampson
P. M. Sampson, auch PM Sampson (* 7. September 1960 in New York City; bürgerlich Phillip-Mychal Sampson), ist ein amerikanischer Rapper.

## Biografie
Phillip-Mychal Sampson kam in den frühen 1980er Jahren als US-Soldat nach Deutschland und war in Heidelberg stationiert. Nach seiner Militärzeit blieb er und arbeitete als DJ. Später zog Sampson an den Niederrhein (u. a. nach Krefeld) und lernte dort den Musikproduzenten Peter Columbus (Bernd Göke) kennen, der ihm nicht nur seinen späteren Hit We Love to Love anbot, sondern auch ein ganzes Album für den Rapper produzierte.
P. M. Sampsons Lieder hatten ausschließlich in Deutschland und Österreich kommerziellen Erfolg. Das einzige Album, Listen to My Heart Beat, stieg 1991 bis auf Platz 61 der deutschen Charts; auch die ausgekoppelten Singles waren Hits: We Love to Love, ein Feature mit dem Chorsänger Paul Lowe aus Guayana aka Double Key, erreichte 1990 Platz 4 in Deutschland und Platz 13 in Österreich, How I Miss You So stand kurze Zeit später in beiden Ländern auf Platz 16.
Mit You’re the Only One for Me gelang 1992 noch einmal der Sprung in die deutsche Single-Hitparade, diesmal aber nur auf Platz 81. Bis 1994 erschienen diverse weitere Singles, die jedoch erfolglos waren.
In den 2000er Jahren arbeitete Sampson als Sport- und Englischlehrer und nahm als Kandidat an der Comeback-Show auf ProSieben teil. Unter anderem lehrte er an der Clara-Schumann-Realschule in Neunkirchen-Seelscheid, sowie an der Kopernikus Realschule in Langenfeld (Rheinland). Mittlerweile ist P.M. Sampson im Ruhestand, plant jedoch eine Remastered Version von „We Love To Love“.

## Diskografie
Album
- 1990: Listen to My Heart Beat

Singles

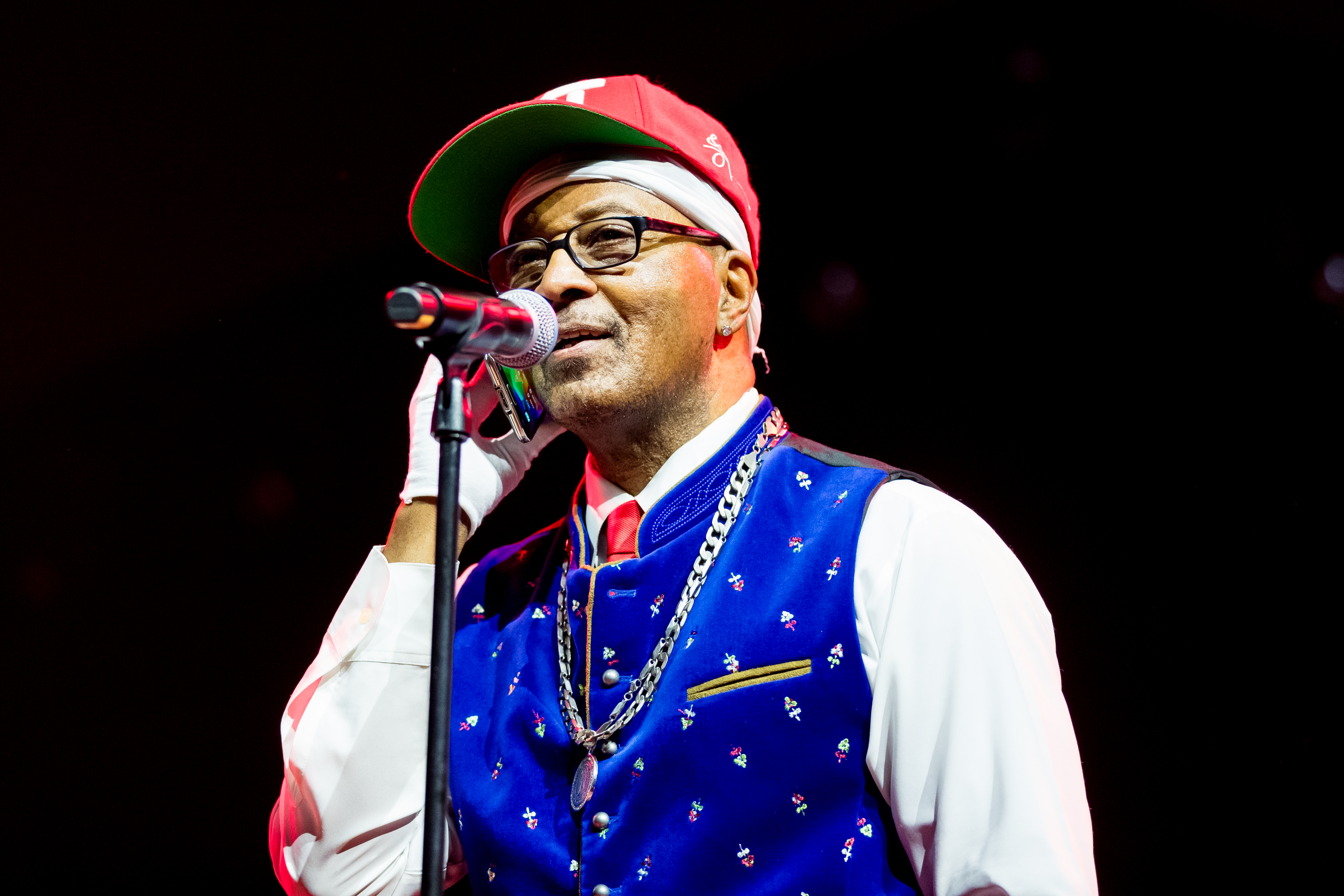
P. M. Sampson bei Sunshine live „Die 90er – Live on Stage“ (2024)

- 1990: We Love to Love (mit Double Key)
- 1990: How I Miss You So
- 1991: Listen to My Heartbeat
- 1991: Hot Bodies on the Beach
- 1992: You’re the Only One for Me
- 1993: (I Got) My Eyes on You
- 1994: Ain’t over Now
- 1997: Take Me Home, Country Roads (Memory Lane feat. P. M. Sampson)

## Belege
1. 1 2  Chartquellen: DE AT
2. 1 2  P. M. Sampson bei br.de (Memento vom 24. April 2014 im Internet Archive)

| Personendaten    | Personendaten                                          |
| ---------------- | ------------------------------------------------------ |
| NAME             | Sampson, P. M.                                         |
| ALTERNATIVNAMEN  | Sampson, PM; Sampson, Phillip-Mychal (wirklicher Name) |
| KURZBESCHREIBUNG | US-amerikanischer Rapper                               |
| GEBURTSDATUM     | 7. September 1960                                      |
| GEBURTSORT       | New York City                                          |